# 포르타 수사역
포르타 수사 역 (Porta Susa)은 토리노 지하철의 역이다. 철도역인 토리노 포르타 수사 역 내에 위치해 있다.
본래 2007년 10월 5일에 개통된 노선 2차 연장 구간 (XVIII 디쳄브레 역 - 포르타 누오바 역)에 포함된 역 중 하나였으나, 미개통 상태로 남아 있었다가 2011년 9월 9일 포르타 수사 철도역이 완공되고 나서야 문을 열었다.

## 시설
- 매표기
- 장애인 접근시설
- 엘레베이터
- 에스컬레이터
- 시내 및 교외 버스 노선 환승
- CCTV 감시카메라